# معركة بانكر هيل
حدثت معركة بانكر هيل في 17 يونيو 1775، خلال حصار بوسطن في المراحل الأولى من الحرب الثورية الأمريكية. سميت المعركة تبعًا لبانكر هيل في تشارلزتاون، ماساتشوستس، التي شاركت هامشيَا في المعركة. كانت هي الهدف الأصلي لكل من القوات الاستعمارية والبريطانية، ذلك على الرغم من أن معظم القتال وقع على التل المجاور الذي عُرف فيما بعد باسم بريدز هيل.
في 13 يونيو 1775، علم قادة القوات الاستعمارية التي تحاصر بوسطن أن البريطانيين كانوا يخططون لإرسال قوات من المدينة لتحصين التلال غير المأهولة المحيطة بالمدينة، التي من شأنها أن تمنحهم السيطرة على ميناء بوسطن. ردًا على ذلك، احتل 1200 من جنود الاستعمار تحت قيادة ويليام بريسكوت بانكر هيل وبريدز هيل خلسة. في الليل، شيد المستعمرون معقلًا قويًا على بريدز هيل، بالإضافة إلى خطوط أصغر محصنة عبر شبه جزيرة تشارلزتاون.
بحلول فجر يوم 17 يونيو، أصبح البريطانيون على علم بوجود القوات الاستعمارية في شبه الجزيرة، وشنوا هجومًا عليهم في ذلك اليوم. تصدت قوات الاستعمار لاعتداءين على المواقع الاستعمارية أسفرا عن خسائر بريطانية كبيرة. شُنّ الهجوم الثالث والأخير على المعقل بعد نفاد ذخيرة المدافعين. انسحب المستعمرون إلى كامبريدج فوق بانكر هيل، تاركين البريطانيين يسيطرون على شبه الجزيرة.
كانت المعركة تكتيكية، على الرغم من أن الانتصار فيها كان باهظ الثمن إلى حد ما بالنسبة للبريطانيين، إذ أثبتت أنها كانت تجربة مؤلمة لهم، نظرًا إلى تضمنها خسائر في الأرواح أكبر بكثير من الخسائر التي تكبدها الأمريكيون، التي شملت العديد من الضباط. أثبتت المعركة أن الميليشيات التي تفتقر إلى الخبرة كانت قادرة على الوقوف في وجه قوات الجيش النظامية في المعركة. في أعقاب ذلك، ثبطت المعركة البريطانيين عن شن أي هجمات أمامية أخرى ضد الخطوط الأمامية المدافع عنها جيدًا. كانت الخسائر الأمريكية أقل نسبيًا، على الرغم من أنها شملت الجنرال جوزيف وارين والرائد أندرو مكلاري، الذي كان الضحية الأخيرة للمعركة.
قادت المعركة البريطانيين إلى تبني تخطيط وتنفيذ للمناورات أكثر حذرًا في الاشتباكات المستقبلية، الأمر الذي كان واضحًا في حملة نيويورك ونيوجيرسي اللاحقة، والذي يمكن المجادلة بأنه ساهم في مساعدة القوات الأمريكية بدلًا من عرقلتها. كان نهجهم الجديد في المعركة يمنح الأميركيين في واقع الأمر فرصة أكبر للتراجع إذا كانت الهزيمة وشيكة. لقد أقنع التشابك الباهظ البريطانيين بالحاجة إلى توظيف أعداد هائلة من جنود هسن لتعزيز قوتهم في مواجهة الجيش القاري الجديد والقوي

## التخطيط البريطاني
تلقى البريطانيون تعزيزات طوال شهر مايو استجابة لأوامر توماس غايج بطلب الدعم، حتى وصلوا إلى قوة قدرت بنحو 6000 رجل. في 25 مايو، وصل ثلاثة جنرالات على متن فرقاطة البحرية الملكية إتش إم إس سيربيروس: ويليام هاو، وجون بورغوين، وهنري كلينتون. بدأ غايج بالتخطيط معهم للخروج من المدينة، ووضعت اللمسات الأخيرة على الخطة يوم 12 يونيو. بدأت هذه الخطة بأخذ برزخ دورشيستر وتحصين مرتفعات دورشيستر، وبعد ذلك الزحف على القوات الاستعمارية المتمركزة في روكسبري. بمجرد أن تتأمن الجهة الجنوبية، سيُستولى على مرتفعات تشارلستون، وستُطرد القوات الموجودة في كامبريدج. تحدد 18 يونيو تاريخًا للهجوم.
في 13 يونيو، أُخطِرَ كونغرس المقاطعة لماساتشوستس -من قبل مبعوث من لجنة السلامة في إيكستر بنيوهامشير- بأن رجلًا جديدًا من نيوهامشير «ذا مصداقية لا شك فيها» قد سمع في أثناء زيارته لمدينة بوسطن أن القادة البريطانيين يخططون للاستيلاء على دورشيستر وتشارلزتاون. في 15 يونيو، قررت لجنة السلامة في ولاية ماساتشوستس ضرورة إقامة دفاعات إضافية. أمر الجنرال وارد الجنرال إسرائيل بوتنام بإقامة دفاعات في شبه جزيرة تشارلزتاون، تحديدًا في بانكر هيل.